# SN 2007aw
SN 2007aw – supernowa typu Ic odkryta 22 marca 2007 roku w galaktyce NGC 3072. W momencie odkrycia miała maksymalną jasność 18,10m.